# QSS
QSS (англ. Qt Style Sheets — таблицы стилей Qt) — это механизм, позволяющий настраивать внешний вид виджетов библиотеки Qt.

## Описание
QSS в значительной части был вдохновлён каскадными таблицами стилей CSS для HTML, вследствие чего имеет похожий синтаксис. В частности, как и в CSS, в QSS можно изменять форму, цвета, прозрачность элемента, а также визуальную реакцию на события (такие, как нажатие кнопки). Стили можно присоединять как к отдельному компоненту так и к ко всему приложению, с помощью метода ::setStyleSheet(), имеющегося как у отдельных виджетов, так и у объекта QApplication.
Qt Designer предоставляет возможность интеграции QSS-стилей, что упрощает их тестирование и разработку. Также, при запуске приложения на Qt, можно применить к нему таблицу стилей, воспользовавшись синтаксисом командной строки вида:
```
MyApp
 
-stylesheet
 
MyStyle.qss

```

Поддержка QSS появилась в Qt начиная с версии 4.3, однако до версии 4.5 этот механизм не работал на платформе Mac OS X
Механизм QSS позволяет полностью отделить визуальный дизайн от разработки приложения и привлечь к стилизации приложения веб-дизайнеров. Наряду с подсистемами QtScript и QML — это один из шагов по сближению Qt-программирования с web-разработкой.

## Особенности QSS
В качестве селекторов QSS используются прежде всего имена классов виджетов Qt. Можно также конкретизировать их именем конкретного экземпляра виджета, например QPushButton#okButton а также значениями тех или иных атрибутов (QPushButton[x="0"][y="0"]). Как и в CSS можно искать элемент ( в случае QSS — виджет), вложенный в виджет указанного типа, например QFrame > QDial (прямой потомок) или QFrame QDial (допустимы промежуточные уровни вложенности).

## Примеры кода на QSS
Устанавливает радиус границы для классов QPlainTextEdit,QSpinBox,QTimeEdit,QLineEdit:
```
QPlainTextEdit
,
QSpinBox
,
QTimeEdit
,
QLineEdit
 
{
 
border-radius
:
 
5
;}

```

Проверяет значение свойства editable класса QComboBox, если условие выполняется то устанавливает изображение из файла ресурсов, и ширину границы:
```
 
QComboBox
[
editable
=
"true"
]
{

    
border-image
:
 
url
(
:/Components/pictures/frame.png
)
 
4
;

    
border-width
:
 
3
;

}

```